# Троїцький собор (Троєщина)
Свято-Троїцький храм — православна церква УПЦ МП в місті Київ.

## Історія

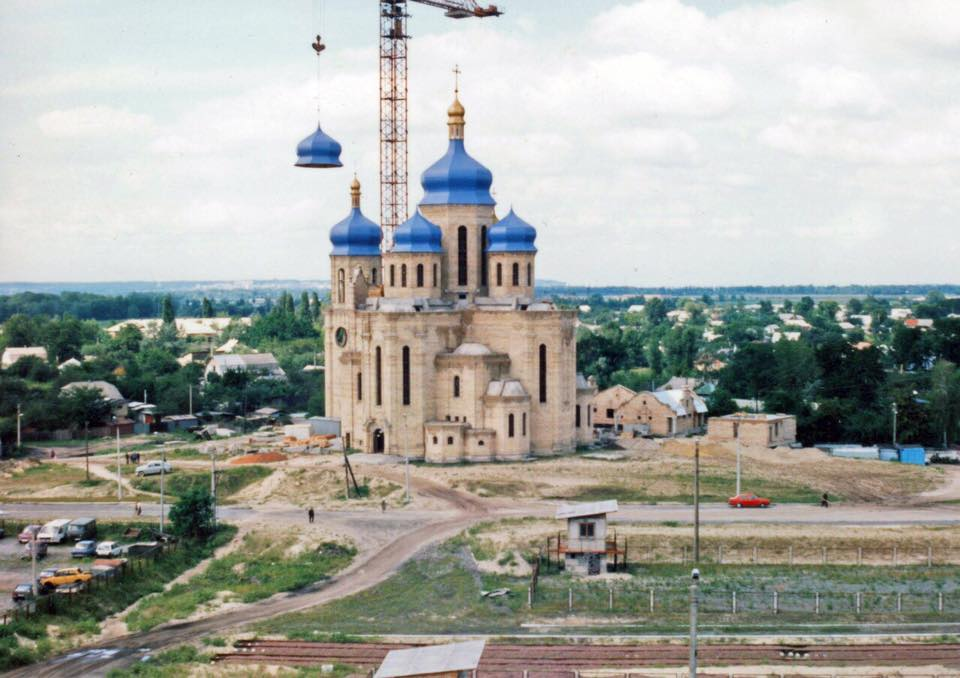
Будівництво храму

В 90-ті роки ХХ-го століття після Чорнобильської трагедії Деснянський район міста Києва стрімко розростався. У житловому масиві богослужіння здійснювалась в одній невеличкій дерев'яній церкві села Троєщина, яка була не в силі вмістити всіх вірян і тому будівництво нового храму було життєвою необхідністю не лише для мешканців Троєщинського масиву, а і для всього лівобережжя столиці України.
Ініціатором зведення на Троєщині нового храму, присвяченого Святій Трійці, було керівництво Деснянського району на чолі з Іваном Івановичем Андрющенком, Анатолієм Олексійовичем Мокроусовим, Володимиром Андрійовичем Жуковим . Свято-Троїцький собор був закладений 16 жовтня 1990 року. Кошти на храм пожертвували багато вірян, підприємців та організацій, священнослужителі Троїцької церкви протоієрей Димитрій Григорак та ієрей Володимир Макуха. Приємником схіархімандрита Серафима (Соболева) став о. Димитрій Григорак, направлений Українською православною церквою на церковно-парафіяльне служіння в Свято-Троїцький храм у 1995 році і з перших днів відповідав за будівництво храму та велику просвітницьку і благодійну роботу. О.Димитрій Григорак спільно з приходом завершив унікальне будівництво храму та інших церковних споруд і вже 1997 року Троїцька церква постала перед киянами у всій своїй красі. 17 червня, в день Святої Трійці, Настоятель Української православної церкви Блаженніший Митрополит Володимир (Сабодан) освятив храм.
Проєкт храмового комплексу був розроблений Заслуженим Архітектором України, Лауреатом Шевченківської Премії, Лауреатом Премії Міністрів СССР архітектором Вадимом Гречиною, Іриною Гречиною і конструктором Леонідом Линовичем. Проєкт передбачав комплекс споруд у стилізованих формах українського зодчества барокової епохи: храм, дзвіницю, готель, недільну школу-трапезну, хрестильню, іконописну майстерню, будинок настоятеля, трансформаторну підстанцію, ворота. Комплекс розміщений між селом Троєщиною і житловим масивом Вигурівщина-Троєщина, на штучному пагорбі.

## Устрій храму

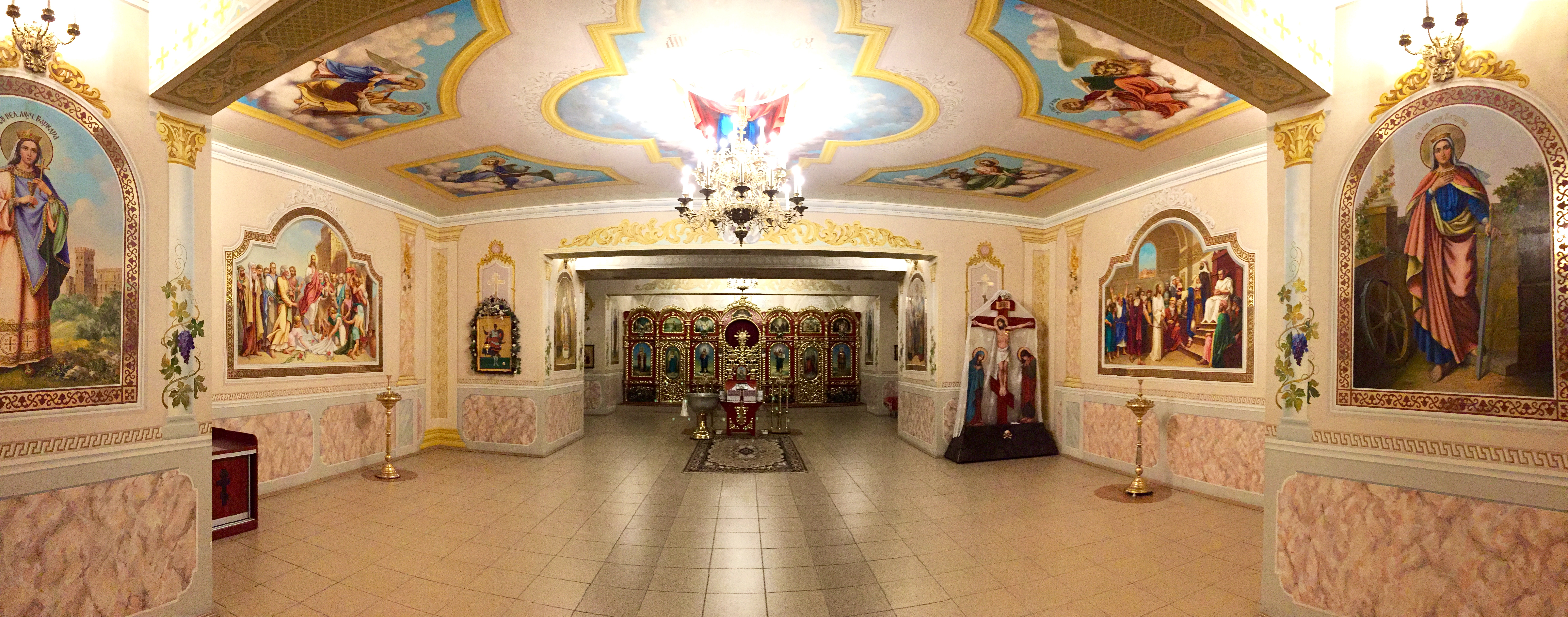
Підземний храм святого Димитрія Солунського

Свято-Троїцький храм має чотири престоли: центральний, освячений на честь Живоначальної Трійці, лівий-на честь Преподобного Серафима Саровського, правий-на честь Святого Великомученика Георгія Побідоносця, підземний храм- на честь Святого Великомученика Димитрія Солунського.
В 1999 році у Свято-Троїцькому храмі під керівництвом заслуженого художника України Фізера Івана Васильовича, члена Союзу Художників України Сенюти Миколая Михайловича і Шитика Анатолія Дмитровича був споруджений семиярусний іконостас у Свято-Троїцькому храмі. Розміри центрального іконостаса: висота 15,2 м, ширина 12,80 м, загальна площа різьблення 52,79 м.кв. Також спорудились іконостаси ще в двох приділах храму, кожний висотою по 6 м, шириною 3,8 м, загальною площею різьблення 34,4 м.кв.

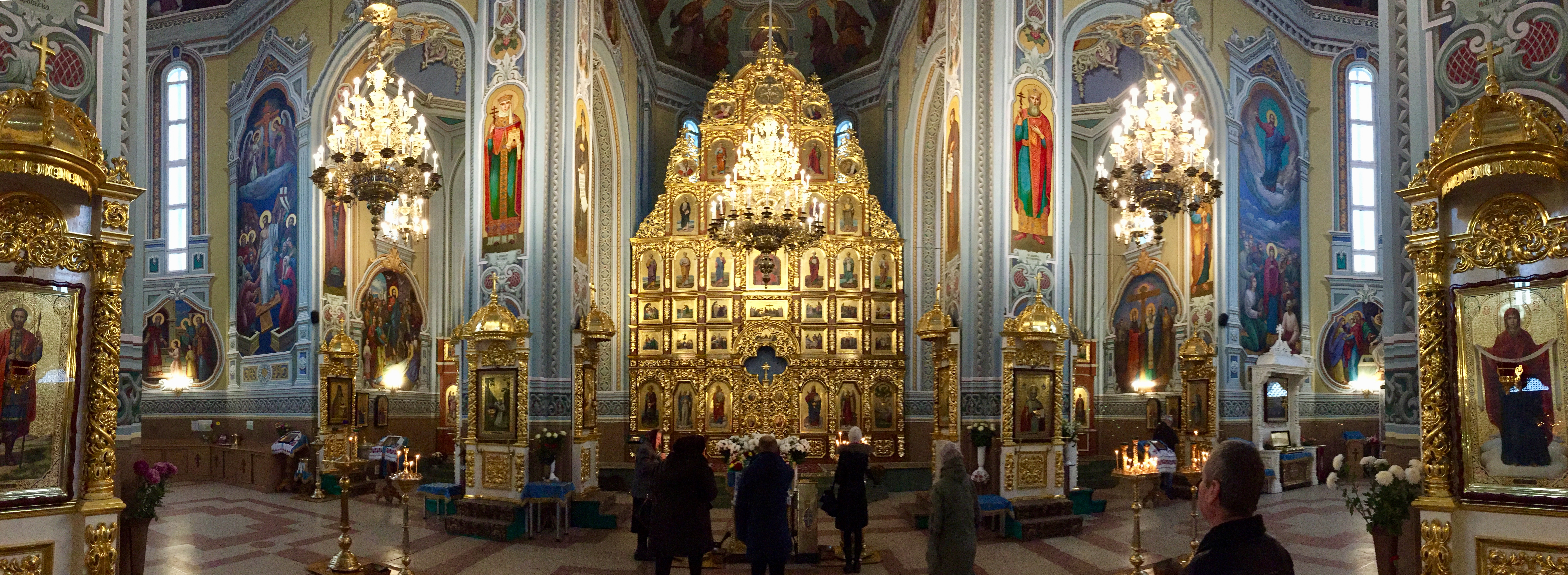
Інтер'єр

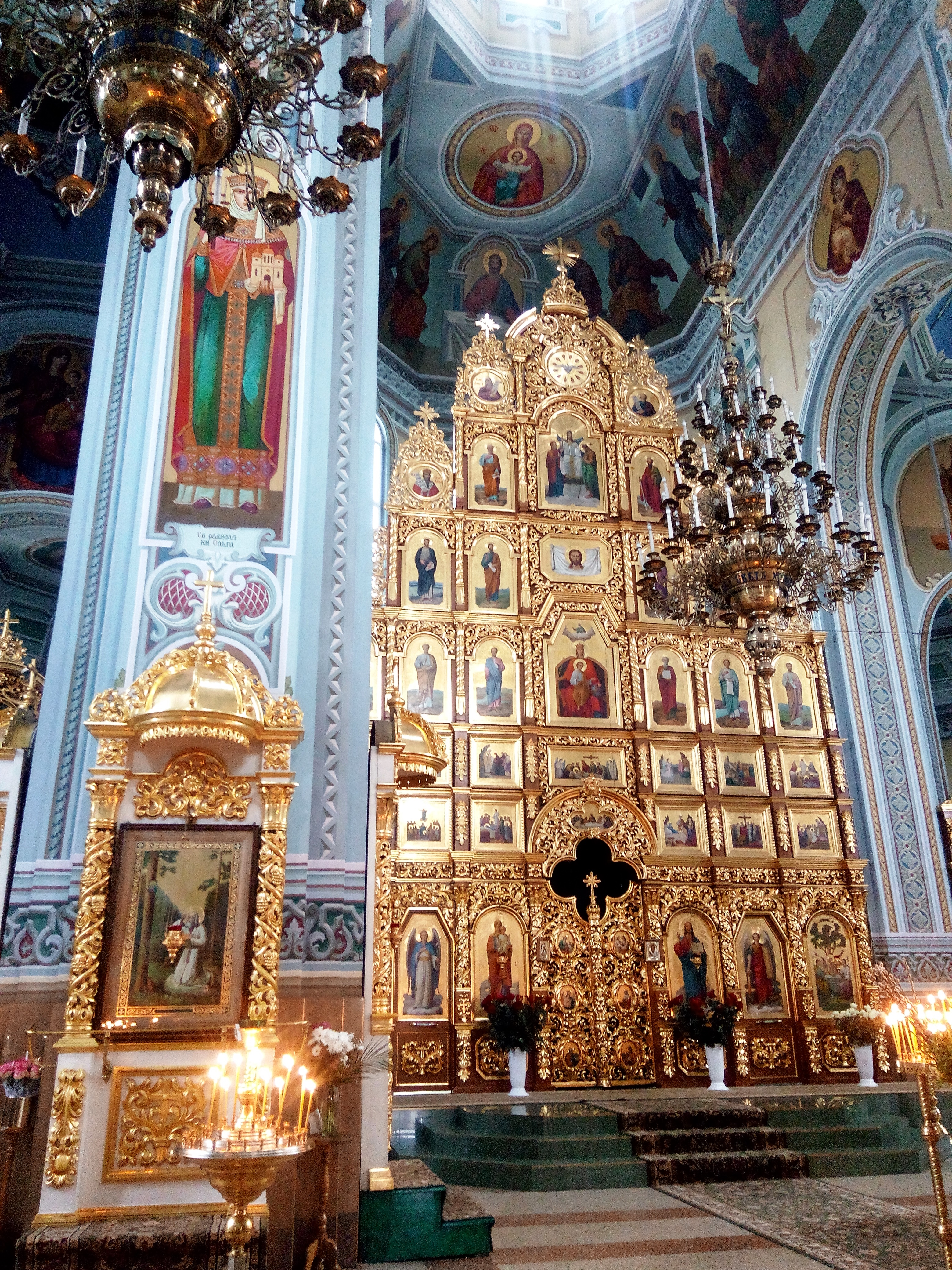
Інтер'єр

В центральному іконостасі 44 святих ікони, написаних Почаївськими майстрами-іконописцями на чолі з Миколою Йосиповичем Панчуком, в бокових іконостасах-по 18 ікон в кожному. На кожній з ікон, що на іконостасі, із зворотного боку є невеличкі таблички де вигравіювані імена благодійників.
В 2004 році під приміщенням Свято-Троїцького храму було споруджено підземний храм в ім'я великомученика Димитрія Солунського Мироточивого. Спочатку цей храм не передбачався проєктом, але з часом настоятель протоієрей Димитрій Григорак вирішив облаштувати місце для молитви. Підземний храм виявився теплим і затишним. З цієї причини в ньому стали здійснювати хрещення. Тепер це вже традиція. Настінний розпис підземного храму виконаний майстрами сакрального мистецтва Галичини під керівництвом О. М. Сморженюка. Іконостас був виготовлений в Білоцерківській іконописній школі-майстерні ім. Л. П. Бачинського. 
В 2005 році внутрішні стіни Свято-Троїцького храму почали готувати до розпису. Розпис храму вели майстри-іконописці сакрального мистецтва на чолі з Ігорем Лесківим, Ігорем Орещаком та Сергієм Булко.
В підземному храмі є невелике приміщення звідки доноситься дивний аромат хліба — тут печуться проскураи. Під час великого посту кожного дня випікається близько 2000 проскур, а тісто для такої кількості замішують із 45 кг борошна. Та і між постами роботи не менше, адже в Свято-Троїцькому храмі з 1998 року Божественна літургія здійснюється кожного дня, без вихідних.

## Святині храму
В 2000 році Архімандрит Варнава, настоятель Санаксарського монастиря (Республіка Мордовія) передав в Свято-Троїцький храм дві святині: ікону з частичкою мощей Феодора Санаксарського та ікону Праведного воїна Феодора Ушакова. 
Восени 2000 року в храмі з'явилась ще одна святиня. Настоятель храму протоієрей Димитрій Григорак з парафіянами Свято-Троїцького храму вирушили в паломницьку поїздку до Дівеєвського жіночого монастиря (Росія) де чудотворна ікона з частинкою мощей Преподобного Серафима Саровського стала подарунком паломникам з України. 
В 2010 році Свято-Троїцькому храму благодійники подарували ковчег з частинками мощей усіх Преподобних Києво-Печерських святих. 
В 2011 році храмові була подарована благодійниками ікона Великомученика Димитрія Солунського Мироточивого з частинкою мощей святого.

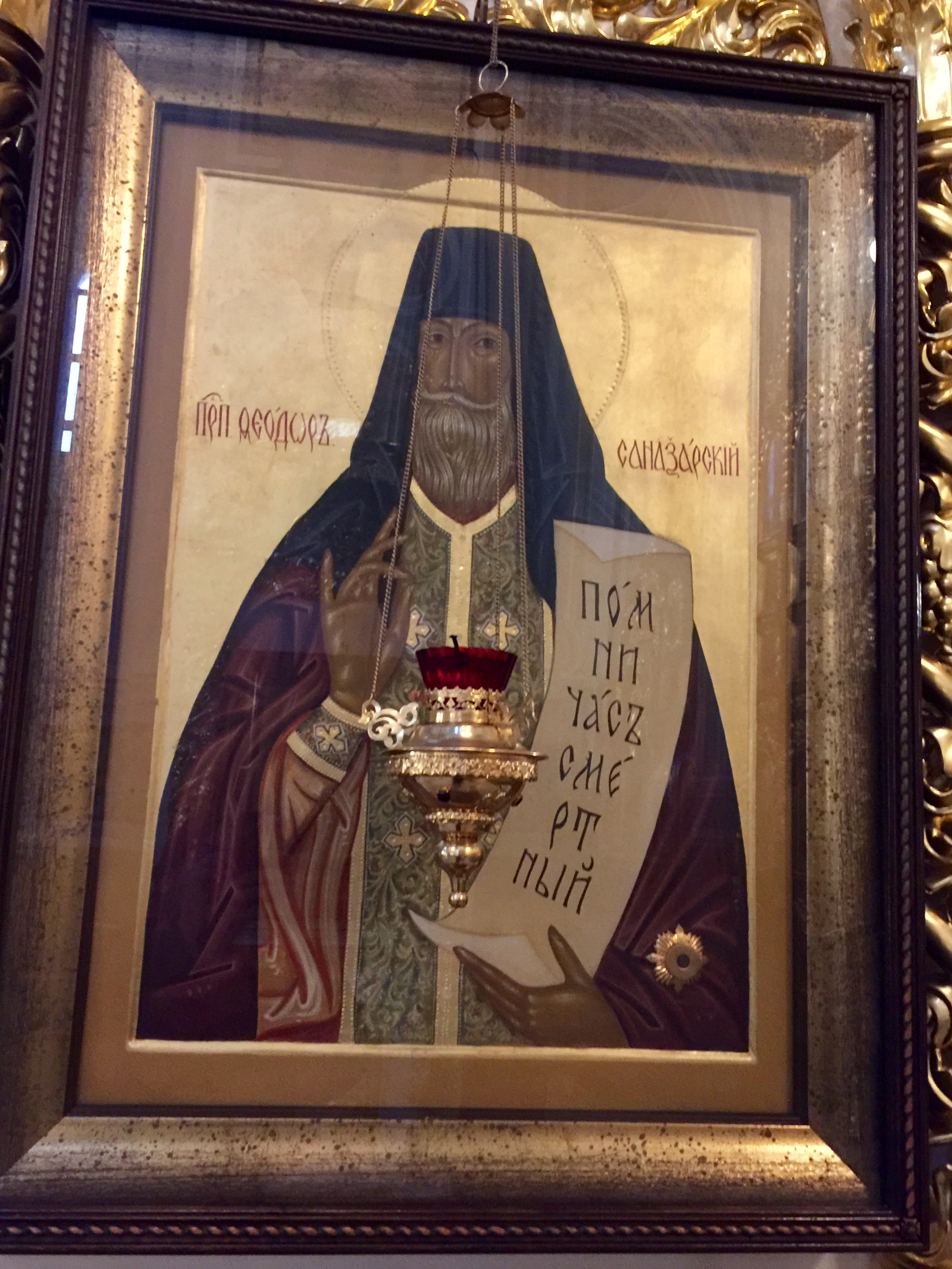
Феодор Санаксарський[ru]
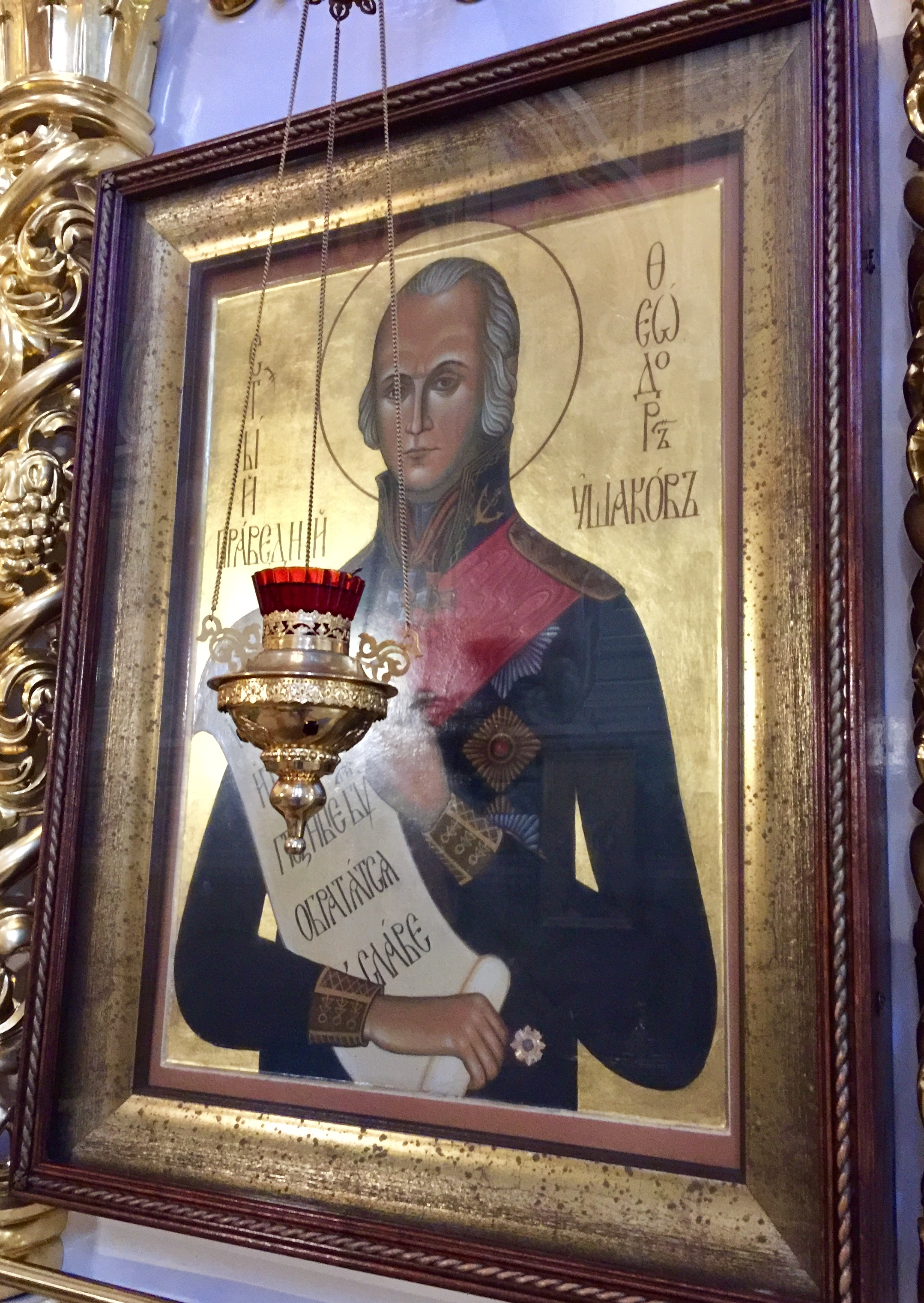
Ушаков Федір Федорович
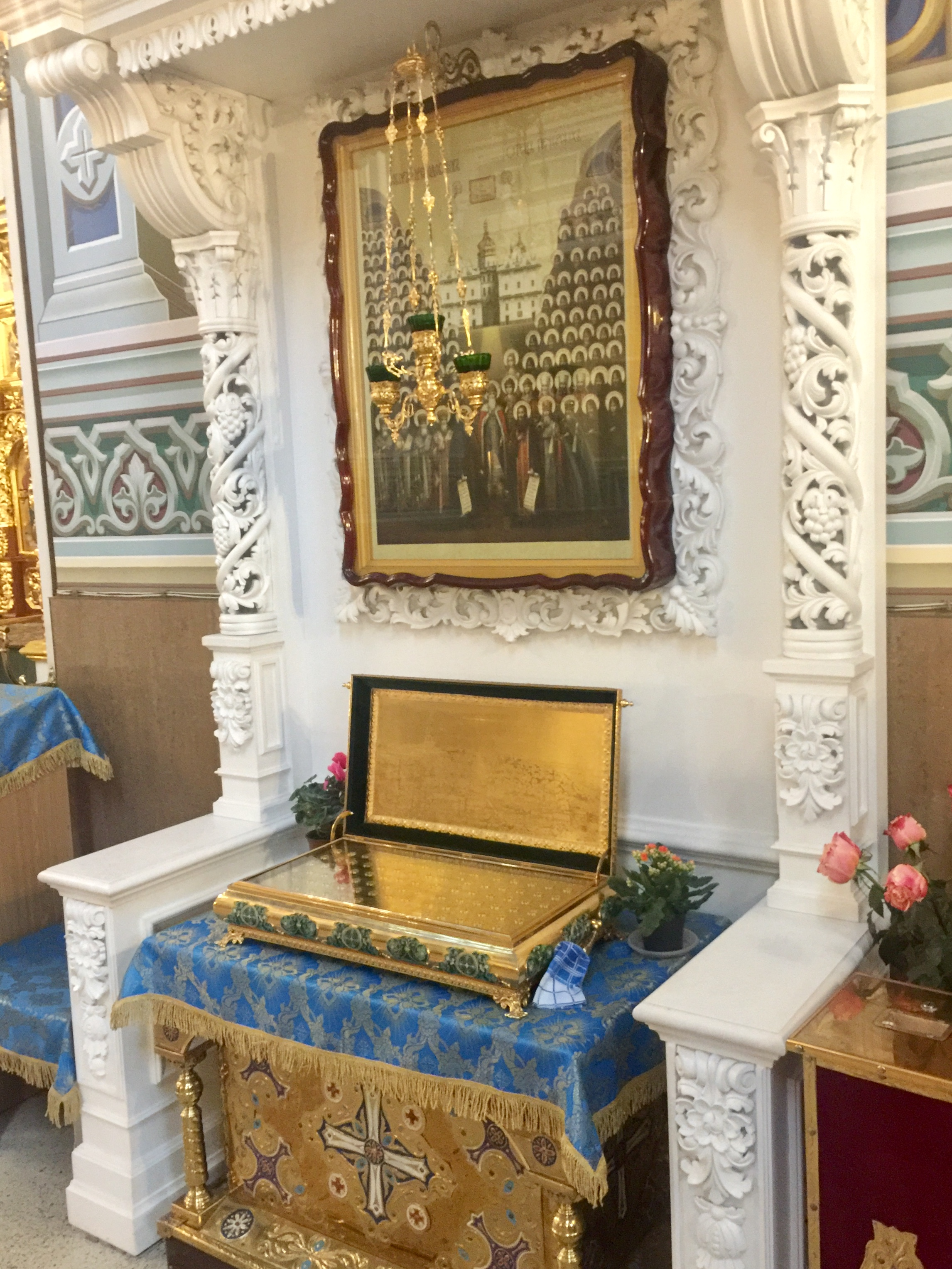
Собор преподобних отців Києво-Печерських, в Ближніх печерах спочиваючих
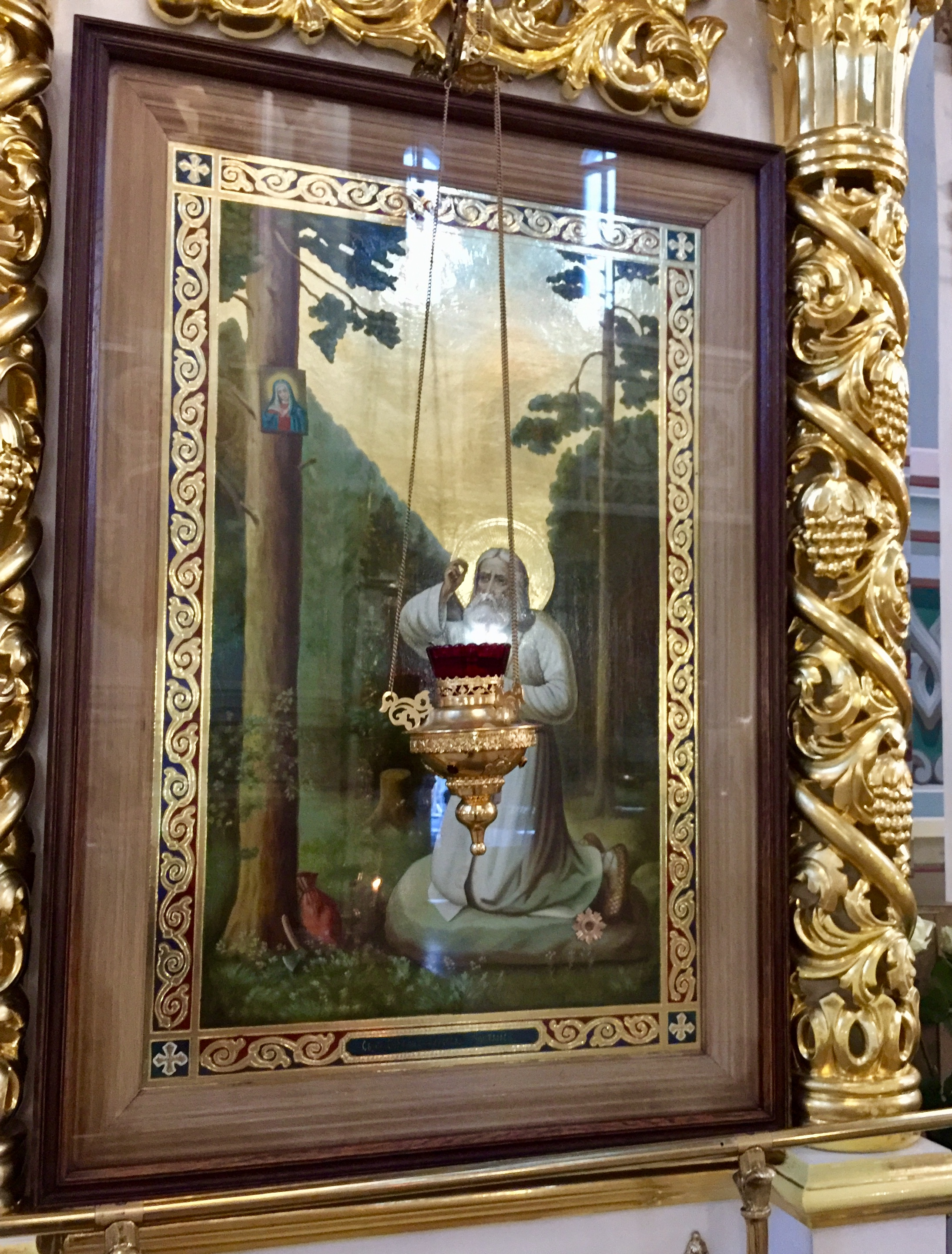
Серафим Саровський

## Недільна школа Свято-Троїцького храму та хор
В 1998 році при храмі була відкрита недільна школа для дітей та засновано видання журналу «Троєщина православна». 
Сьогодні недільна школа нараховує понад 90 дітей від 5-16 років та розподіляється на три вікові групи.
В 2013 році було створено вокально-хорову студію «Янголятко», яка нині налічує понад 50 дітей.
В Свято-Троїцькому храмі було створено змішаний хор під керівництвом регента Наталії Косінської та Ольги Коваленко, чоловічий камерний хор під керівництвом регента Андрія Юдіна, а також два кліросні хори. 

## Світлини

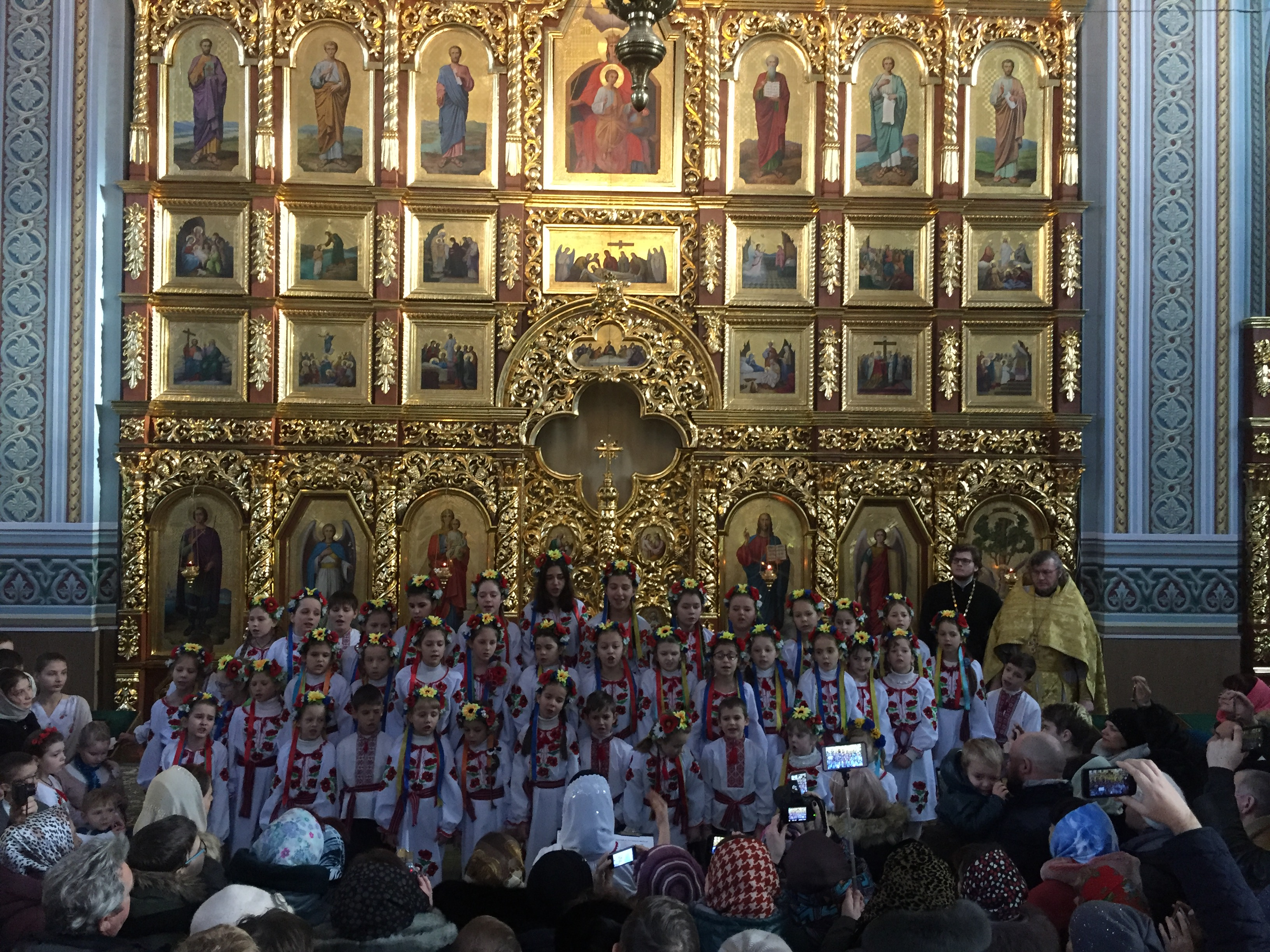
Хор Янголятко
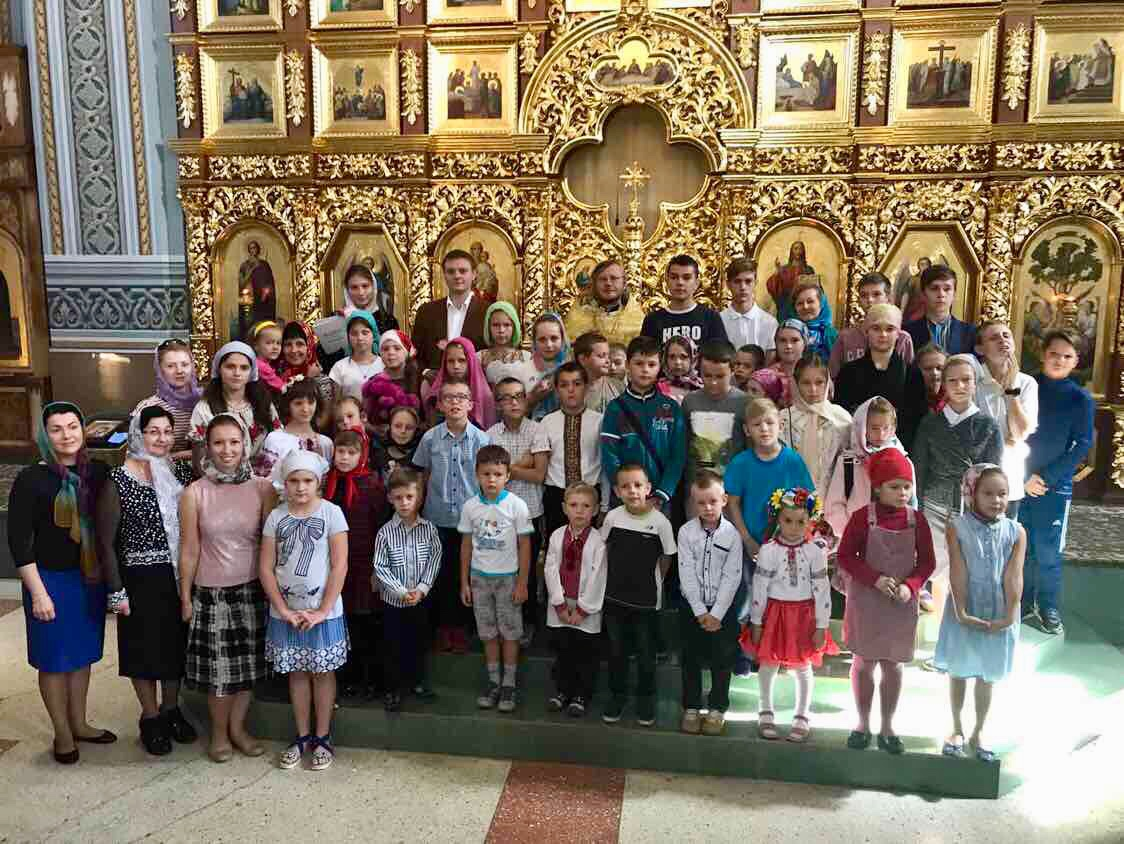
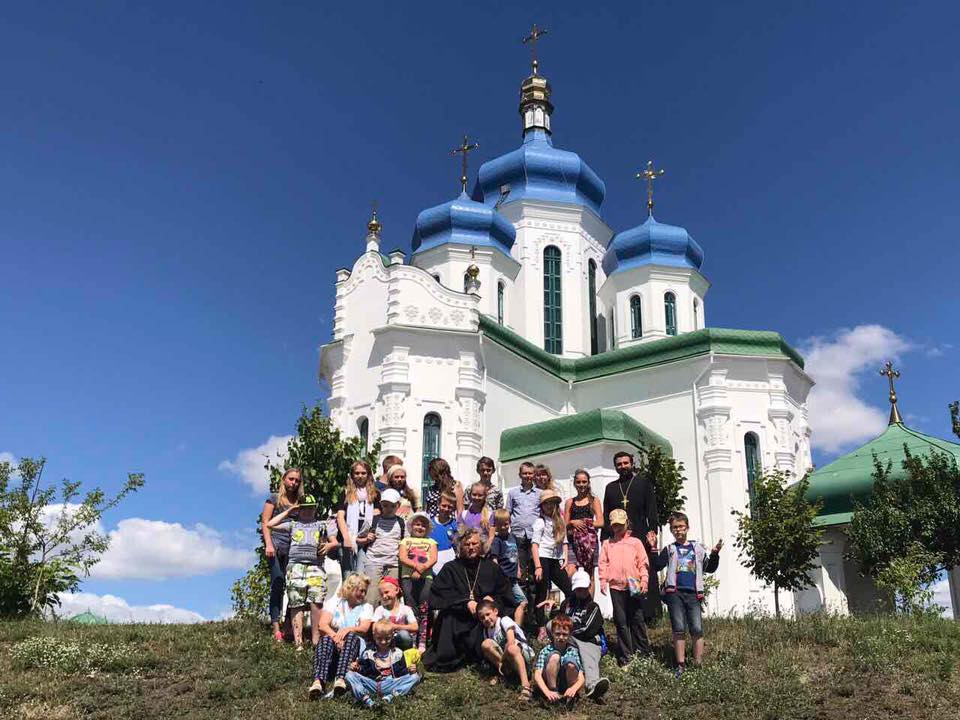

## Богослужіння
Божественна літургія — щоденно о 8:00. Вечірнє богослужіння — щоденно о 18:00.
Після літургії служать молебні та акафісти:
- по вівторкам-преподобному Серафиму Саровському;
- по четвергам- всім Преподобним Печерським;
- по п'ятницям- преподобному Феодору Санаксарському;
- щонеділі (після вечірнього Богослужіння)-Пресвятій Трійці

По закінченні — поминальні служби.
Кожного четверга о 18:30 в храмі відбуваються бесіди зі священником на духовні теми.